# Geophis brachycephalus
Geophis brachycephalus (коста-риканська земляна змія) — вид змій родини полозових (Colubridae). Мешкає в Коста-Риці і Панамі.

## Поширення і екологія
Коста-риканські земляні змії мешкають на території Коста-Рики і західної Панами. Вони живуть у вологих рівнинних і гірських тропічних лісах, серед опалого листя, каміння і повалених дерев, трапляються на пасовищах. Зустрічаються на висоті до 2115 м над рівнем моря. Відкладають яйця, в кладці 2-4 яйця.